# 1973 у літературі
Стаття є списком літературних подій та публікацій у 1973 році.

## Нагороди
- Нобелівську премію з літератури отримав австралійський письменник Патрік Вайт.

## Народились
- 10 травня — Тана Френч, ірландська письменниця та акторка театру.
- 20 травня — Сняданко Наталка, українська письменниця.
- 17 листопада — Кіяновська Маріанна Ярославівна, українська поетеса, прозаїк, перекладач, літературознавець.

## Померли
- 23 квітня — Авраменко Ілля Корнійович, російський поет.
- 18 травня — Авраам Шльонський, єврейський та ізраїльський поет, літератор і видавець родом з України, один з родоначальників сучасної івритомовної літератури.
- 20 липня — Ісаковський Михайло Васильович, російський поет та перекладач.
- 29 вересня — Вістен Г'ю Оден, англо-американський поет.
- 31 жовтня — Ашальчи Окі, перша удмуртська поетеса.
- 13 листопада — Браян Стенлі Джонсон, англійський письменник (народився в 1933).

## Нові книжки
- Олександр Солженіцин. Архіпелаг ГУЛАГ